# Jaime Melo Jr.
Pour les articles homonymes, voir Melo (homonymie).
Jaime Melo (plus connu sous le nom de Jaime Melo Jr.) est un pilote de course automobile brésilien né le 24 avril 1980 à Cascavel.
Il commence la compétition en karting en 1989, puis court en 1995 au championnat Formule Ford Brésil.
En 2002, il remporte le championnat de l'Euro Formula 3000.
En 2006 il gagne le championnat FIA GT en catégorie GT2 pilotant pour l'écurie AF Corse Ferrari. Il pilote également une Ferrari F430 GT dans le championnat American Le Mans Series avec l'écurie Risi Competizione.
Il a participé en 2004, 2007 et 2011 aux 24 heures du Mans sans succès.
En 2012, il finira second de la catégorie GTE Pro aux 24 heures du Mans, au volant d'une Ferrari 458 Italia GTE de l'équipe Luxury Racing.